# Torre de Pimentel
Torre de Pimentel (ursprünglicher Name Torre Molinos oder Torre de los Molinos) ist ein ehemaliger Wehrturm in Torremolinos in der Provinz Málaga, Andalusien, Spanien. Der Turm wurde zu Ehren des Soldaten Rodrigo de Pimentel, der den Katholischen Königen Ende des 15. Jahrhunderts bei der Eroberung Málagas half, in Torre de Pimentel umbenannt.

## Konstruktion und Daten
Der Turm ist aus Tapial gebaut, ist zwölf Meter hoch und hat eine massive Basis, zwei Etagen und eine große Terrasse. Er wurde um 1300 erbaut und war neben einer Klippe ein Teil des weitläufigen Netzes von Verteidigungstürmen, das von den Nasriden zur Verteidigung der Mittelmeerküste und der Festung des Königreich der Nasriden in Granada und seine Häfen in Málaga diente.

## Lage und Umgebung
Rund um den Torre de Pimentel entstand ein kleines und bescheidenes Müller-Viertel, das im Laufe der Zeit zum modernen Torremolinos wurde. Tatsächlich ist dieses Denkmal heute ein historisches Wahrzeichen im Herzen der Stadt und es wurde wegen seines historischen Wertes im Jahr 1993 zum geschützten Kulturgut erklärt.